# Vol Trans-Canada Airlines 831
Le 29 novembre 1963, le vol Trans-Canada Airlines 831, un vol intérieur régulier, assuré par un Douglas DC-8 de la compagnie aérienne canadienne Trans-Canada Airlines, reliant l'aéroport international Montréal-Dorval à l'aéroport international Pearson de Toronto, s'écrase quelques minutes après son décollage par mauvais temps, dans la municipalité de Thérèse-De Blainville, à environ 32 kilomètres au nord de Montréal. La totalité des 111 passagers et des sept membres du personnel de bord sont tués, ce qui en fait, à l'époque, l'accident aérien le plus meurtrier de l'histoire de l'aviation canadienne.

## Avion et équipage
L'appareil impliqué était un Douglas DC-8-54CF, équipé de quatre moteurs Pratt & Whitney JT3D et livré neuf à Trans-Canada Airlines neuf mois avant l'accident. Au moment de l'accident, ce quadriréacteur n'avait cumulé que 2 174 heures de vol. Il était immatriculé CF-TJN et était le 179e DC-8 construit à l'usine d'assemblage de Long Beach, en Californie.
L'équipage du vol 831 était composé du commandant de bord John D. « Jack » Snider, âgé de 47 ans et originaire de Toronto, un ancien pilote de bombardier durant la Seconde Guerre mondiale, ainsi que du copilote Harold J. « Harry » Dyck (35 ans), de Leamington, dans l'Ontario, et de l'ingénieur de vol Edward D. Baxter (29 ans), également de Toronto.

## Déroulement du vol
À 18 h 28, le vol 831 a procédé au décollage sur la piste 06R de l'aéroport international Montréal-Dorval. L'équipage a fait son rapport lorsqu'il a atteint 3 000 pieds (910 m) et a reçu l'autorisation de tourner à gauche. Peu de temps après, le DC-8 a dévié de sa trajectoire de vol prévue et a commencé une descente rapide vers le sol. Vers 18 h 33, l'avion percute le sol à une vitesse estimée à de 470 à 485 nœuds (870-898 km/h) et avec un angle de piqué d'environ 55 degrés
Le vol 831 s'est écrasé dans un champ partiellement inondé à Sainte Thérèse-De Blainville, au Québec, à environ 100 m de l'autoroute principale qui mène aux Laurentides. Un témoin au sol a déclaré avoir vu ce qui ressemblait à « une longue traînée rouge dans le ciel » juste avant le crash.
L'appareil a creusé  dans le sol un cratère de 2 m de profondeur et de 50 m de large, qui a rapidement commencé à se remplir d'eau de pluie. Bien que des parties de l'avion aient été éparpillées sur un large périmètre en avant et à l'écart du cratère d'impact, la commission d'enquête a conclu que l'avion était structurellement intact lorsqu'il a heurté le sol.

## Opérations de sauvetage
Le lieu de l'accident se trouvait sur un terrain plat, à l'écart des habitations. Les principales sections de l'épave se trouvaient à mi-chemin entre l'autoroute 11, aujourd'hui la route 117 du Québec, et l'autoroute des Laurentides (aujourd'hui autoroute 15 du Québec). Les équipes de secours ont été gênées par la boue épaisse présente autour de l'épave et par un incendie alimenté par le carburant, qui a duré pendant plusieurs heures malgré de fortes pluies.

## Enquête
L'enquête a été compliquée par les dommages importants subis par l'avion et par le fait qu'il n'était pas équipé ni d'un enregistreur phonique (CVR), ni d'un enregistreur de paramètres (FDR), car cela n'était pas exigé au Canada à cette époque.
Bien que le rapport d'enquête officiel, publié en 1965, n'ait pas pu déterminer la cause exacte de l'accident du vol 831, il a indiqué que des problèmes dans le système de compensation du tangage de l'avion, soit un dispositif qui permet de maintenir une assiette sélectionnée en montée ou en descente, étaient une possibilité, car un problème similaire avait causé le crash d'un autre DC-8, effectuant le vol Eastern Air Lines 304 (en), survenue trois mois plus tard.
Parmi les autres causes possibles suggérées, qui ne pouvaient être exclues, il y avait notamment le givrage des sondes Pitot et la défaillance du gyroscope vertical pendant la montée.